# کهنک (پیشوا)
روستای کهنک از قدیمی‌ترین محله‌های شهرستان پیشوا بوده‌است که اینک جزء بخش مرکزی شهرستان پیشوا قرار گرفته و در کنار روستای قلعه نو و هاشم آباد واقع شده‌است. در این باره آمده است: محله ای کوچک در جنوب شرقی شهر پیشوا قرار دارد، که در طول زمان به روستایی بزرگ تبدیل شده‌است، که این محله به کهنک شهرت یافته   و اکنون جزئی از شهر پیشوا محسوب می گردد.
گذر ریل راه آهن تهران مشهد و تهران شمال و فاصله کوتاه تا ایستگاه قطار، اهمیت زیادی به این محل داده است.
شغل بیشتر مردم کشاورزی و دامداری است.
وجود دو امامزاده اسحاق و موسی در این محل تأثیر زیادی داشته‌است. در لغت نامه دهخدا به نقل از جلد 1 فرهنگ جغرافیایی ایران آمده است:
کهنک : دهی از دهستان بهنام عرب است که در بخش ورامین شهرستان تهران واقع است و 457 تن سکنه دارد.